# Ejaculação retrógrada
Ejaculação retrógrada é o fenômeno da ejaculação na qual o sêmen, que normalmente sai através da uretra, flui em direção à bexiga urinária.